# Санкт Леон-Рот
Санкт Леон-Рот (њем. St. Leon-Rot) општина је у њемачкој савезној држави Баден-Виртемберг. Једно је од 54 општинска средишта округа Рајн-Некар. Према процјени из 2010. у општини је живјело 12.706 становника. Посједује регионалну шифру (AGS) 8226103.

## Географски и демографски подаци
Санкт Леон-Рот се налази у савезној држави Баден-Виртемберг у округу Рајн-Некар. Општина се налази на надморској висини од 107 метара. Површина општине износи 25,6 km². У самом мјесту је, према процјени из 2010. године, живјело 12.706 становника. Просјечна густина становништва износи 497 становника/km².